# Two-Bits Homan

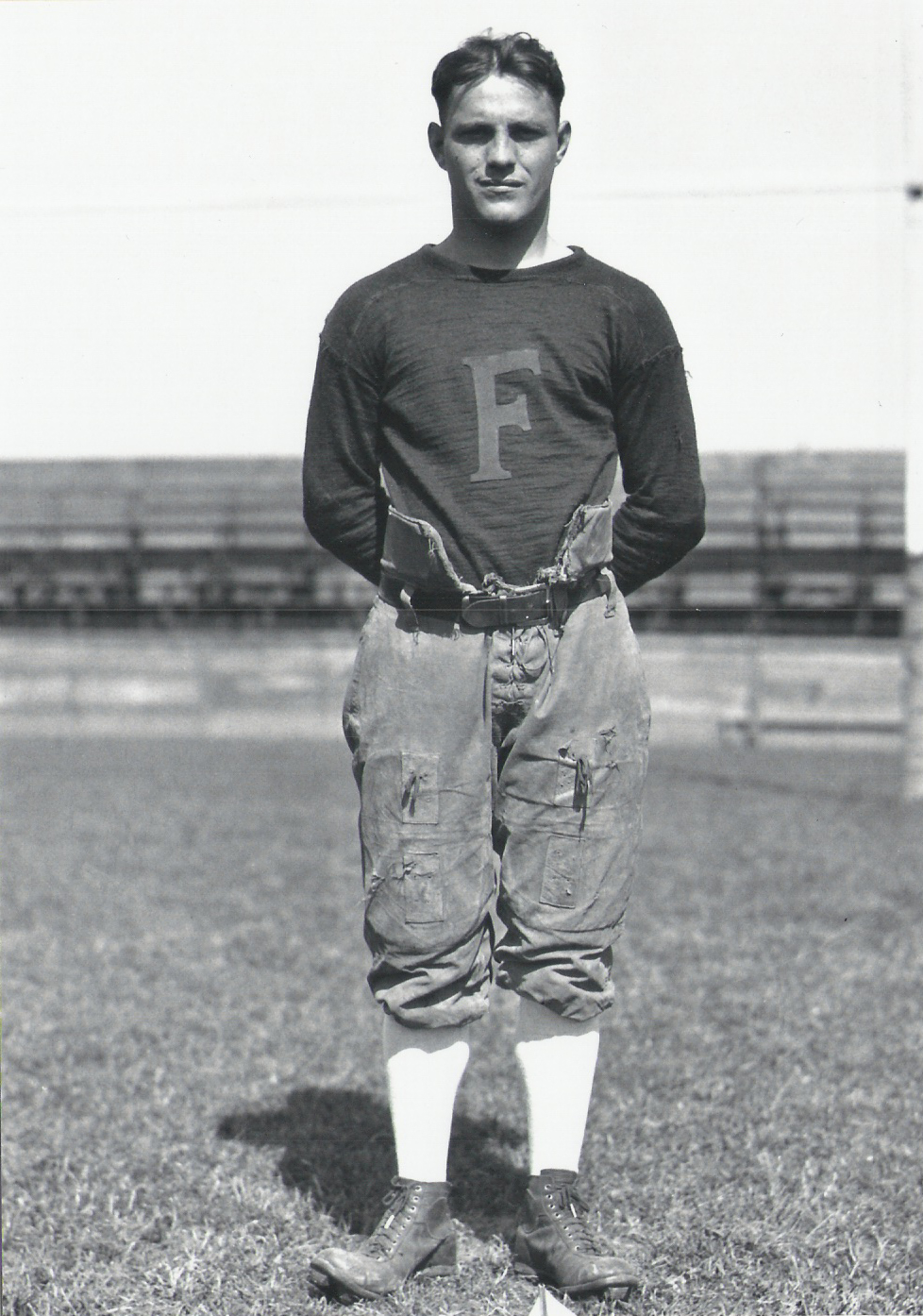
Two-Bits Homan

Two-Bits Homan foi um jogador de futebol americano estadunidense que foi campeão da Temporada de 1926 da National Football League jogando pelo Frankford Yellow Jackets.